# Сёрвоавур
Сёрвоавур (фар. Sørvágur) — город, расположенный на острове Воар, одном из островов Фарерского архипелага. Находится в устье Сёрвогс-фьорда, в 2 километрах к западу от аэропорта Вагар. Является административным центром одноимённой коммуны.
На северной окраине города находятся остатки построек, датирующиеся эпохой викингов. В южной части городской гавани находится местный краеведческий музей.
Из Сёрвоавура круглый год ходит паром до Мичинеса. Каждый час из города отправляется автобус № 300 до Торсхавна.